# Turridrupa cincta
Turridrupa cincta é uma espécie de gastrópode do gênero Turridrupa, pertencente a família Turridae.